# Iassus pedemantia
Iassus pedemantia är en insektsart som beskrevs av Walker 1851. Iassus pedemantia ingår i släktet Iassus och familjen dvärgstritar. Inga underarter finns listade i Catalogue of Life.